# ITTF Pro Tour 1996
Navigation
ITTF Pro Tour 1997
L'ITTF Pro Tour 1996 est une série de tournois professionnels de tennis de table (masculins et féminins) organisé par l'ITTF. La saison se tient du 5 avril 1996 au 15 décembre 1996. Il s'agit de la première édition.
Le Pro Tour 1996 compte 10 tournois, appelés aussi Open, qui comptent pour la qualification pour la Grande Finale.

## Répartition des points de classement
Pour se qualifier pour la finale de l'ITTF pro-tour, les joueurs accumulents des points durant les différents tournois de la saison. Les joueurs ayant cumulés le plus de points sont qualifiés pour le tournoi final.

## Tournois
- Pro Tour
- Grand Finals

| N°  | Lieu                                 | Date          | Vainqueurs Messieurs | Vainqueurs Messieurs               | Vainqueurs Dames | Vainqueurs Dames            | Dotation |
| N°  | Lieu                                 | Date          | Simple               | Double                             | Simple           | Double                      | Dotation |
| --- | ------------------------------------ | ------------- | -------------------- | ---------------------------------- | ---------------- | --------------------------- | -------- |
| 1   | Open d'Angleterre, Kettering         | 5.4.–8.4.     | Kong Linghui         | Karl Jindrak Werner Schlager       | Yang Ying        | Wang Hui Yang Ying          |          |
| 2   | Open de Chine, Xian                  | 24.5.–26.5.   | Kong Linghui         | Kong Linghui Liu Guoliang          | Wang Chen        | Wang Chen Wu Na             |          |
| 3   | Open du Japon, Fukuoka               | 6.6.–9.6.     | Ding Song            | Kang Hee Chan Kim Taek Soo         | Qiao Hong        | Park Hae Jung Ryu Ji Hae    |          |
| 4   | Open du Brésil, Rio de Janeiro       | 13.6.–16.6.   | Carl Prean           | Masahiro Hashimoto Yoshio Yajima   | Chen Jing        | Ryoko Imasaka Yoshie Miyake |          |
| 5   | Open des Etats-Unis, Fort Lauderdale | 3.7.–7.7.     | Vasile Florea        | Karl Jindrak Werner Schlager       | Lee Eun Sil      | Barbara Chiu Geng Lijuan    |          |
| 6   | Open d'Australie, Brisbane           | 21.8.–24.8.   | Werner Schlager      | Karl Jindrak Werner Schlager       | Wang Chen        | Wang Chen Zhu Fang          |          |
| 7,  | Open d'Italie, Bolzano               | 31.10.–3.11.  | Vladimir Samsonov    | Patrick Chila Christophe Legoût    | Li Ju            | Wang Hui Cheng Hongxia      |          |
| 8,  | Open de Yougoslavie, Belgrade        | 14.11.–17.11. | Jan-Ove Waldner      | Jan-Ove Waldner Thomas Van Scheele | Li Ju            | Li Ju Wang Nan              |          |
| 9,  | Open de France, Lyon                 | 21.11.–24.11. | Jan-Ove Waldner      | Wang Liqin Yan Sen                 | Deng Yaping      | Deng Yaping Yang Ying       |          |
| 10, | Open de Suède, Boras                 | 19.10.–23.10. | Jörgen Persson       | Ma Wenge Wang Tao                  | Deng Yaping      | Deng Yaping Yang Ying       |          |
| 11, | Grande finale, Tianjin               | 12.12.–15.12  | Kong Linghui         | Wang Liqin Yan Sen                 | Deng Yaping      | Deng Yaping Yang Ying       |          |

## Grande finale
La Grande Finale du Pro Tour ITTF 1996 a eu lieu du 12 au 15 décembre 1996  à Tianjin, Chine. Il s'agit de la première édition de finale de l'ITTF Pro Tour. Elle a rassemblé 16 joueurs et 16 joueuses ainsi que 8 doubles messieurs et dames.
| Event             | Or                    | Argent                         | Bronze                                 |
| ----------------- | --------------------- | ------------------------------ | -------------------------------------- |
| Simples messieurs | Kong Linghui          | Vladimir Samsonov              | Jörg Roßkopf                           |
| Simples messieurs | Kong Linghui          | Vladimir Samsonov              | Vasile Florea                          |
| Simples dames     | Deng Yaping           | Li Ju                          | Wang Chen                              |
| Simples dames     | Deng Yaping           | Li Ju                          | Yang Ying                              |
| Doubles messieurs | Wang Liqin Yan Sen    | Jörg Roßkopf Vladimir Samsonov | Lu Lin Wang Tao                        |
| Doubles messieurs | Wang Liqin Yan Sen    | Jörg Roßkopf Vladimir Samsonov | Slobodan Grujic Aleksandar Karakasevic |
| Doubles dames     | Deng Yaping Yang Ying | Park Hae Jung Ryu Ji Hae       | Wang Hui Cheng Hongxia                 |
| Doubles dames     | Deng Yaping Yang Ying | Park Hae Jung Ryu Ji Hae       | Kim Moo Kyu Park Kyung Ae              |